# Kleinaugen-Umber
Der Kleinaugen-Umber (Nebris microps) der südlichen Karibik ist ein wichtiger Speisefisch aus der Familie der Umberfische. Auffallend ist die Kleinheit der Augen dieses Tieres (8–11 % der Kopflänge), die zu seinen verschiedenen Namen führt: μίκροψ (mikrops) „kleinäugig“, smalleye croaker, corvina-ojo-chico.
An der amerikanischen Westküste (Guatemala bis Peru) lebt die vikariierende Art Nebris occidentalis Vaillant, 1897 (bis 60 cm, ungleichmäßiger gefärbt, Augen 8–10 % der Kopflänge; seltener vermarktet).

## Merkmale
Der Körper ist gestreckt, aber nur wenig zusammengedrückt, der Kopf sehr breit. Das Maul ist groß, steilgestellt (oberständig). Die Zähne sind klein, sie stehen in zwei dichten Bändern auf Prämaxillare und Dentale. Pharyngeal-Bezahnung hingegen grob und quetschend. Die Kiemenreuse ist sehr gut entwickelt (dicht). Keine Bartel. Die Schuppen sind sehr klein und glatt (cycloid); auch auf der langen D2 und der A. Seitenlinie: insgesamt ca. 120 Schuppen (nur jede zweite ist durchbohrt). Färbung: silbrig mit deutlichem braunen (oder orange) Anflug (besonders rückenseitig; νεβρίς, nebris, „hellbraunes Fell eines Hirschkalbes“, s. Nebris). Ventrale Flossen orange, oft mit dunkler Spitze. C dunkel, hinten zugerundet, aber mit verlängerten mittleren Strahlen. Rücken bei Jungtieren dunkel gefleckt. Die Innenseite des Kiemendeckels kann gelblich sein. Schwimmblase vorne beiderseits mit langem, kreisförmig zurückgekrümmtem Fortsatz. Sagitta oval, dick, Lapillus hingegen gering entwickelt.- Bis 50 cm lang (Gewicht fast 6 kg), meist aber nur maximal um 30 cm. Flossenformel: D1 VIII-X, D2 I/29-32, A II (schwach)/9-10.

## Vorkommen
Dieser Umber lebt küstennah (bis in 50 m Tiefe) gesellig über detritusreichem Sand und Schlamm; besonders die Jungfische bevorzugen Ästuare (benötigen Brackwasser) Gelaicht wird wiederholt im Freiwasser. Die Nahrung machen Muscheln, Schnecken, besonders aber kleinere benthische Crustacea (z. B. Garnelen) aus. Er bewohnt die südliche Karibik (Kolumbien bis Süd-Brasilien) und ist besonders zwischen Trinidad und der Orinoco-Mündung als wohlschmeckend sehr geschätzt („butterfish“). Er wird dort mit kleinen Grundnetzen und -angeln gefangen und meist frisch oder eingesalzen lokal vermarktet.

## Die Kleinäugigkeit
Eine derartig auffallende Kleinäugigkeit bedeutet Sehschwäche – gerade bei vorwiegend nachtaktiven Tieren. Daher ist innerhalb einer Familie wie der Sciaenidae deutliche Kleinäugigkeit ein erklärungsbedürftiges Phänomen.
Zwar leben viele Umbern in (oft) trüben Gewässern (detritusreiche Brandungszone, Mangrove, Mündungsgebiete großer Ströme), aber dies begründet Schwachsichtigkeit infolge sehr kleiner Augen allgemein bei Fischen nur sehr selten, und andere Mangrove-Bewohner haben durchaus große Augen, obwohl ihr Biotop selten durchsichtig „genug“ wird. Andererseits haben die beiden Nebris-Arten keine deutlich „besonderen“ Sinneskanäle, die gutes Sehen leicht verzichtbar erscheinen ließen (vgl. Amazonas-Flussdelfine (Inia): Ultraschall-„Sonar“; Acipenseridae, Mormyridae: elektrische Felder („Radar“)). Es scheint also, dass bei Nebris die obligatorischen Beinbewegungen der wichtigsten Beutetiere und das bei den meisten Umbern sehr gut entwickelte Kopf-Seitenlinien-System (mit zusätzlichen Poren nahe dem Maul) ausreichten, die Verringerung der Sehtüchtigkeit wettzumachen (die Kopfseitenlinien sind ähnlich breit und nur hautbedeckt wie beim Kaulbarsch, der sich bewegende Beutetiere auch in völliger Dunkelheit gezielt aufschnappt). Möglich ist, dass die Krebstiere mit ihren Panzer-Extremitäten größere Augen (leichter) beschädigen könnten. Unklar bleibt, ob die auffallende (aberrante) Ausgestaltung des Schwimmblasen-Vorderendes hier von Relevanz sein könnte. Er ist aber nicht blind (so wenig wie der erwähnte Delphin), kann z. B. die Annäherung eines Fressfeindes auch optisch wahrnehmen und ist daher auch keineswegs als evolutionär „unterwegs“ zur Blindheit aufzufassen. Blinde Fische gibt es nur in Höhlen, im Substrat (Wurmaale in Sand), selten in der (dank Biolumineszenz ja nicht lichtlosen) Tiefsee. Das einzige blinde (gleichwohl lichtempfindliche) Schädeltier, mit sehr reduzierten Augen, im durchlichteten Teil des Meeres ist also der aasfressende (auch hemiparasitische), z. T. nachtaktive Inger (Myxine), der sich auch oft ins Sediment eingräbt. Ähnlich lebt die (noch) blinde Neunaugen-Larve, der Querder.